# Regenye
Regenye é um município da Hungria, situado no condado de Baranya. Tem 6,15 km² de área e sua população em 2019 foi estimada em 145 habitantes.